# شیلات (فیلم)
شیلات فیلمی به کارگردانی رضا میرلوحی و نویسندگی محمد بلیش مازندارانی محصول سال ۱۳۶۲ است.

## خلاصه داستان
خوجه ممد (داوود رشیدی) به‌دلیل مسائل گذشته زندگی خود، مورد سوء ظن به خاطر افشاگری علیه رئیس سابق شیلات قرار دارد، اما او که تنها به دو تار خود دل خوش دارد از دردسر و رویارویی با مأمورین دولتی اجتناب می‌کند تا اینکه قصد کشتن وی در سردخانه شیلات توسط رئیس جدید شیلات (احمد قدکچیان) با بستن در سردخانه توسط جعفرقلی (جلال پیشوائیان)، صورت می‌گیرد. مردم که از قضیه اطلاع یافته‌اند خوجه و نوه اش را از سردخانه نجات می‌دهند و کارگران شیلات تحصن می‌کنند. در این غائله دو نوه‌های خوجه (قلیچ و دُردی) کشته می‌شوند و خوجه که سالها پیش پسرش را به دلیل چموشی‌هایش علیه مقامات به کشتن داده بود حالا مرگ نوه‌هایش را هم می‌بیند. در بازدیدی که در پایان فیلم توسط مأمورین دولتی از سردخانه شیلات صورت می‌گیرد، خوجه کاری که قبلاً با وی انجام دادند را با میهمانان عالی‌رتبه دولتی انجام می‌دهد و در سردخانه را روی آنان می‌بندد و همگی در سردخانه یخ می‌زنند. تصویر بازدیدکنندگان در پایان فیلم به صورت ایستاده و یخ زده یادآور تهدیدی است که نسبت به خوجه ممد در طول فیلم توسط رئیس شیلات مبنی بر ساختن ستون گچی از امثال و تبار او دائم به وی یادآوری می‌شد. مأمورین دولتی که از اقدام خوجه ممد و مردم مطلع شده‌اند نیروهای خود را برای دستگیری آن‌ها گسیل می‌کنند و فیلم در حالی که خوجه و مردم در حال رقص ترکمنی هستند، پایان می‌یابد.

## بازیگران و صداپیشگان
- داوود رشیدی، خوجه ممد با صدای منوچهر اسماعیلی
- احمد قدکچیان، رئیس جدید شیلات با صدای نصرالله مدقالچی
- مهین شهابی ملکتاج خانم با صدای شهلا ناظریان
- کنعان کیانی، پیشکار رئیس شیلات با صدای خودش
- علی شعاعی، دُردی، نوه خوجه و تراشکار با صدای منوچهر والی‌زاده
- حسین شهاب، قلیچ، نوه خوجه و مستخدم رئیس شیلات
- جلال پیشوائیان، جعفرقلی سرمسئول سردخانه‌ها با صدای منوچهر اسماعیلی
- کیومرث ملک‌مطیعی، بخشدار با صدای اکبر منانی
- مهری ودادیان، همسر خوجه
- عباس قاجار با صدای ناصر نظامی
- حسین ملکی
- آرزو شهابی
- افسانه بهرامی
- فرزانه بهرامی
- علی الهیاری